# Долен (област Смолян)
 Тази статия е за селото в Централните Родопи.  За селото в Западните Родопи вижте Долен (Област Благоевград).  
Долен е село в Южна България. То се намира в община Златоград, област Смолян.

## География
Село Долен се намира в планински район. През селото минава река, която на запад от него се влива в река Върбица. Поради географското си положение с. Долен няма пряка връзка с други населени места. На север граничи с река Неделинска. На изток се намират м. Станкова и м. Доганица. Намира се на изток от Старцево. Селото е второ по големина в Златоградска община. Намира се на 12 км от гр. Златоград и се свързва с път по поречието на Неделинска река до вливането ѝ в р. Върбица, а след това по главния път Златоград – Подкова – Кърджали. И двете селища Долен и Златоград се намират на еднакво надморско равнище от 450 до 550 м, имат еднакви почвени климатични условия. Долен се намира далеч от границата. За произхода на името на селото има много версии – една от тях е, че то идва от мястото на нахождението. Селото се намира в дол и първите му къщи възправят гръб по северозападните възвишения.

## История
Според Любомир Милетич към 1912 година населението на село Долен (Доленъ) се състои от мюсюлмани (помаци) и християни.
В с. Долен има много исторически и културни забележителности. По време на османската власт през селото е минавал път за Беломорието, който е водел до Узунджово (местност близо до Хасково, която и днес съществува). Някогашните търговци са минавали през селото с керваните си по черен път, за да стигнат дотам. Има две местности в селото, които се наричат Ханът – там са били разположени крайпътни ханчета, където търговците сядали да отпочинат и да пренощуват. Другата местност се нарича Катърбек – нейното име идва от факта, че търговците връзвали там своите катъри.

## Религии
Основна религия в селото е ислямът. В селото има 2 джамии

## Стопанство
Основният поминък е добиване на камъни, сечене на дърва и животновъдство – кози и овце. Целият път до селото винаги е зарит с палета от дялани камъни за плочки. Даже и до къщите си държат камъните и дървата. Също така в селото се развиват и някои видове промишлени отрасли, най-голямо развитие се забелязва в сферата на шивашката и дърводелската промишленост.

## Културни и природни забележителности
Гръцките търговци, които минавали през селото и пресичали река Неделинска, били принудени да построят мост – Римския мост, който е основната културна забележителност на селото.